# Палоч
Палоч је насељено место у Босни и Херцеговини у општини Горњи Вакуф-Ускопље. Административно припада Федерацији Босне и Херцеговине, односно њеном Средњобосанском кантону. Према попису становништва из 2013. у насељу је било 372 становника, а већинско становништво у насељу били су Хрвати.

## Становништво
По последњем службеном попису становништва из 2013. године у насељу Палоч живело је 372 становника, а село је било етнички хомогено са већинском хрватском популацијом.
| Националност | 2013. | 1991.        | 1981.        | 1971.        |
| Бошњаци      | —     | 18 (5,69%)   | 33 (11,74%)  | 36 (9,23%)   |
| Хрвати       | —     | 297 (93,99%) | 246 (87,54%) | 354 (90,77%) |
| Срби         | —     | 0            | 0            | 0            |
| Југословени  | —     | 1 (0,31%)    | 1 (0,35%)    | 0            |
| остали       | —     | 0            | 1 (0,35%)    | 0            |
| Укупно       | 372   | 316          | 281          | 390          |